# 別林斯高晉島
59°25′S 027°03′W / 59.417°S 27.050°W

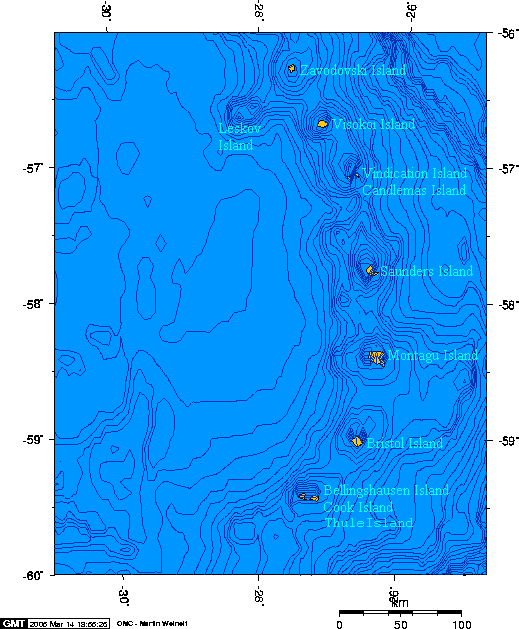

別林斯高晉島是大西洋的島嶼，位於庫克島和圖勒島附近，屬於南桑威奇群島的一部分，面積2.04平方公里，海拔高度255米，島上無人居住。

## 外部連結
- "Thule Islands" at Global Volcanism Program（页面存档备份，存于）